# محرقة قرية كالي سيكيا
محرقة كالي سيكيا هي واحدة من الأعمال الوحشية التي ارتكبها فريتز شوبيرت ورجاله في اليونان خلال الاحتلال النازي لليونان في الحرب العالمية الثانية. في السادس من أكتوبر 1943، تم قتل اثني عشرة امرأة ورجلًا عجوزًا عن طريق الحرق أحياء في قرية «كالي سيكيا» الجبلية في كريت.